# Ferrari 643
A Ferrari 643 egy Formula–1-es konstrukció, melyet a Scuderia Ferrari tervezett az 1991-es szezonra. Pilótái az akkor háromszoros világbajnok Alain Prost és Jean Alesi voltak. Bevetéséhez nagy reményeket fűztek, ám a várt siker elmaradt, Prost pedig a szezon vége előtt az ebből adódó nézeteltérések okán távozott a csapattól, helyét Gianni Morbidelli vette át.

## A szezon
Az 1991-es idénynek a csapat nem ezzel, hanem az 1990-es, a világbajnoki címre is komolyan esélyes 641-es típusuk áttervezésével, a 642-essel vágott neki. Csakhogy a csapnivaló teljesítmény miatt elhatározták, hogy idő előtt visszahívják a versenyzésből, és helyette egy új konstrukciót vetnek be. Az alapok a 642-esből származtak. Az első tengelyt kicsivel megemelték, hasonlóan a Williams FW14-es kialakításához, a hátsó tengely pedig jellegzetes, Coca-Cola palackra emlékeztető kialakítást kapott, mint a McLaren MP4/1-esen. A felfüggesztést átalakították, miután a 642-es instabilitását nagy részben ez okozta.
A szezon hatodik versenyén, a Francia Nagydíjon vetették be először. A kezdés ígéretes volt: Prost pole pozíciót ért el, és bár Nigel Mansell megelőzte őt a Williams FW14-essel a versenyen, a második hely is nagyon szép volt kezdetnek.
A kép azonban ennél árnyaltabb volt. A 642-essel a legnagyobb probléma a kezelhetetlenség volt, így Prost kérésére úgy tervezték át az elődhöz képest, hogy a felfüggesztések lágyabbak legyenek. Az orrát megemelték, így több levegő jutott a kasztni alá. A V12-es motor is továbbfejlesztésre került az idény során, ahogy a kasztni is kapott időről időre bővítéseket. Az autó a szebbek közé tartozott, de nem volt olyan gyors, mint a feltörekvő Wiliams FW14 vagy a még mindig erős McLaren MP4/6. Ennek egyik oka az volt, hogy abban az időben különféle belső problémák miatt nem tudtak elég adatot gyűjteni a Ferrarinál az áramlással kapcsolatban. Így aztán a kezelhetetlenségi problémák sem szűntek meg. A Spanyol Nagydíjat leszámítva az egyik Ferrari mindig kiesett a futamokon. A szurkolók sem örültek, az olasz nagydíjon kifütyülték a csapatot. Prost nemtetszésének adott hangot, és közölte, hogy "egy tankot is egyszerűbb vezetni, mint ezt az autót". Közte és a csapat között annyira elmérgesedett a viszony, hogy a Japán Nagydíj után kirúgták Prostot, és helyette Gianni Morbidellit ültették be a szezonzáró ausztrál futamra. Prostot azonban a szerződése arra kötelezte, hogy nem szerződik más csapathoz 1992-re, így egy évet kényszerűen távol kellett töltenie a Formula–1-től.
Az autó 39 és fél pontot gyűjtött az idényben (összesen 55 és fél pontja volt a csapatnak), versenyt nem sikerült nyerniük, pole pozíciót se értek el, sem leggyorsabb kört, viszont a konstruktőri harmadik helyet megszerezték.

## Eredmények
| Év   | Csapat               | Motor                | Gumik | Pilóták           | 1   | 2   | 3   | 4   | 5   | 6   | 7   | 8   | 9   | 10  | 11  | 12  | 13  | 14  | 15  | 16  | Pontok | Helyezés |
| ---- | -------------------- | -------------------- | ----- | ----------------- | --- | --- | --- | --- | --- | --- | --- | --- | --- | --- | --- | --- | --- | --- | --- | --- | ------ | -------- |
| 1991 | Scuderia Ferrari SpA | Ferrari Tipo 291 V12 | G     |                   | USA | BRA | SMR | MON | CAN | MEX | FRA | GBR | GER | HUN | BEL | ITA | POR | ESP | JPN | AUS | 55.5*  | 3.       |
| 1991 | Scuderia Ferrari SpA | Ferrari Tipo 291 V12 | G     | Alain Prost       |     |     |     |     |     |     | 2   | 3   | KI  | KI  | KI  | 3   | KI  | 2   | 4   |     | 55.5*  | 3.       |
| 1991 | Scuderia Ferrari SpA | Ferrari Tipo 291 V12 | G     | Jean Alesi        |     |     |     |     |     |     | 4   | KI  | 3   | 5   | KI  | KI  | 3   | 4   | KI  | KI  | 55.5*  | 3.       |
| 1991 | Scuderia Ferrari SpA | Ferrari Tipo 291 V12 | G     | Gianni Morbidelli |     |     |     |     |     |     |     |     |     |     |     |     |     |     |     | 6   | 55.5*  | 3.       |

* 16 pontot gyűjtött a Ferrari 642
** A szezonzáró ausztrál nagydíjon fél pontokat osztottak.

## Külső hivatkozások
- Az F92A statisztikái Archiválva 2016. március 4-i dátummal a Wayback Machine-ben